# SCG Boot
SCG Boot – samochód terenowy klasy średniej produkowany pod amerykańską marką SCG od 2020 roku.

## Historia i opis modelu
Wyczynowy samochód terenowy Boot został opracowany przez amerykańskie przedsiębiorstwo SCG, dotychczas specjalizujące się w startowaniu w wyścigach 24h Le Mans i produkcji supersamochodów. Jako punkt odniesienia posłużył wyścigowo-terenowy samochód Baja 1000, którym ścigał się utytułowany kierowca wyścigowy Steve McQueen w latach 60. XX wieku. Nawiązując do tego pojazdu, SCG Boot zyskał charakterystyczne proporcje z wyraźnie zarysowanymi nadkolami, terenowymi oponami o szerokim bieżniku i cofnięte do linii szyby poczwórne, okrągłe reflektory.
Pojazd zbudowany został w dwóch wariantach nadwozia: krótszym, dwudrzwiowym i dwumiejscowym, jak i wydłużonym, czterodrzwiowym i czteromiejscowym, który dostęp do tylnego rzędu siedzeń daje za pomocą otwieranych pod wiatr tzw. suicide doors.
Pojazd wyposażono zarówno w 4-biegową automatyczną przekładnię biegów, jak i 4,2-litrowy silnik V8 opracowany przez amerykański koncern General Motors. Jednostka pochodzi z modelu Chevrolet Camaro i współpracuje ze stałym napędem AWD pozwalającym na swobodną jazdę w warunkach terenowych.

### Sprzedaż
SCG Boot jest samochodem budowanym na zamówienie. Podstawowy wariant dwudrzwiowy kosztuje 258 750 dolarów amerykańskich, z kolei za wersję dłuższą producent wyznaczył cenę o 30 tysięcy dolarów większą - 288 750 dolarów.

### Silnik
- V8 4.2l 650 KM